# Hottentotta hatamtiorum
Espèce
Hottentotta hatamtiorum est une espèce de scorpions de la famille des Buthidae.

## Distribution
Cette espèce est endémique d'Iran. Elle se rencontre dans les provinces d'Ilam et du Khouzistan.

## Description
Le mâle holotype mesure 92,8 mm et la femelle paratype 75,3 mm, les mâles mesurent de 72 à 92 mm et les femelles de 63 à 89 mm.

## Systématique et taxinomie
Cette espèce a été décrite par Amiri, Prendini, Hussen, Aliabadian, Siahsarvie et Mirshamsi en 2024.

## Étymologie
L'espèce est nommée en l'honneur des Hatamti.

## Publication originale
- Amiri, Prendini, Hussen, Aliabadian, Siahsarvie & Mirshamsi, 2024 : « Integrative systematics of the widespread Middle Eastern buthid scorpion, Hottentotta saulcyi (Simon, 1880), reveals a new species in Iran. » Arthropod Systematics & Phylogeny, vol. 82, p. 323-341.